# Енинский Апостол
Енинский Апостол (иногда пишут Энинский Апостол) — кириллическая рукопись на старославянском языке, фрагмент апостола-апракоса. Датируется XI веком.
Состоит из 39 плохо сохранившихся листов пергамена (все дефектные, многие представляют собой лишь отдельные клочки), найденных в декабре 1960 года в древнем болгарском селе Енина, что в 5 км к северу от Казанлыка, во время реставрации местной старой церкви св. Параскевы. Хранится в Народной библиотеке им. свв. Кирилла и Мефодия в Софии, Болгария. Первоначально рукопись имела, вероятно, около 220 листов формата около 19,5 x 15,5 см, текстовое поле около 13,5 x 10,5 см. Вероятно, это был список с глаголического оригинала: в тексте иногда проскальзывают глаголические буквы. Рукопись первоначально была отдана в Казанлыкский городской музей, позже для реставрации, исследования и вечного хранения передана в Народную библиотеку в Софии.

## Издания
- Кирил Мирчев, Христо Кодов. Енински Апостол. Старобългарски паметник от XI век. София, 1965. (Факсимиле, текст, исследование, индекс.)
- Енински апостол. Факсимилно издание. София: Наука и изкуство, 1983. Цветное факсимильное воспроизведение на отдельных листах, листовка-вкладка с описанием на 5 языках (Х. Кодов): самое подробное на болгарском, краткое на английском, немецком, русском и французском.